# Aszot Mnacakanjan
Aszot (imię świeckie Garun Mnacakanjan, ur. 4 listopada 1972 w Tatew) – duchowny Apostolskiego Kościoła Ormiańskiego, od 2006 biskup Egiptu.

## Życiorys
W 1995 został wyświęcony na diakona. Święcenia kapłańskie przyjął 2 czerwca 1996. Sakrę biskupią otrzymał 15 stycznia 2006.